# Tittmyran och Björntomten
Tittmyran och Björntomten är två avdelningar på Trödje förskola, en förskola i Trödje utanför Gävle. Personalen på avdelningarna uppmärksammade i början av 1990-talet att deras egna beteenden gentemot flickor och pojkar skiljde sig åt och initierade en satsning för att likabehandla barnen oavsett könstillhörighet, något som uppmärksammats mycket. Förskolan har kallats Sveriges första jämställdhetsdagis.

## Bakgrund
Personalen filmade sin verksamhet och noterade skillnader på hur de behandlade pojkar och flickor när de till exempel fick hjälp att klä på sig eller när de bytte blöjor, där pojkarna förväntades vara bättre på att klättra upp på skötbordet själva medan flickorna konverserades mer avancerat. Förskolan hade arbetat med jämställdhet och lät till exempel alla barn väva, en lek som traditionellt mer varit för flickor. Personalen upptäckte dock att barnen behandlades helt olika där pojkar förväntades vara helt hjälplösa vid vävstolen och fick hjälp med det mesta medan flickorna förväntades klara mycket mer själva. 

## Exempel på åtgärder
Förskolepedagogerna fick hjälp av externa specialister för att förändra sitt sätt att arbeta. Mycket inspiration hämtades från den isländska förskolan Hjalli som var ett pilotprojekt på Island. Efter att inledningsvis varit ett projekt övergick jämställdhetsarbetet till att bli ett nytt arbetssätt.  Ett sätt var att dela upp barnen mer där pojkarna och flickorna fick träna på olika saker. Exempel på saker som barnen och personalen fick arbeta med:
- Pojkar får mer träning i tal, flickor mer utrymme för spring och bus.[4]
- Pojkar får träna mer på samarbete, flickor uppmuntras att tävla mer.[5] Ett exempel är att när barnen spelar innebandy kan flickorna få spela en match där det finns åtta innebandymål så de får träna på att göra mål. Pojkarna får under tiden träna på att passa varandra. [6]
- Barnen delades in i två gruppor där alla barn oavsett kön i den ena gruppen får en docka med blå kläder och i den andra en docka med röda kläder. [6]

## Uppmärksamhet och genomslag
Arbetet vid förskolan i Trödje fick och får fortfarande stort genomslag i media och inom pedagogik- och genusforskningen. Vissa föräldrar till barn uttryckte invändningar med oro för att barnen skulle bli homosexuella eller att flickor skulle göras om till pojkar och tvärtom. De första barnen som gick på förskolan har passerat gymnasieåldern. Effekten är oklar men åsikter som framförts är att pojkarna som gått på Tittmyran och Björntomten kommer till grundskolan med mer utvecklad språk medan flickorna har större självkänska och tar mycket större plats i klassrummen och att barnen är mer medvetna om samhällets könsnormer. . Flera av förskolepedagogerna arbetar som eller har arbetat som föreläsare om jämställdhet efter sin tid på förskolan. Genusexperterna Kajsa Wahlström och Ingemar Gens som båda medverkade i projektarbetet har gett ut böcker om sina erfarenheter. 